# Delio Toledo
Delio Toledo (Cecilio Báez, 10 februari 1976) is een voormalig Paraguayaanse profvoetballer die anno 2008 onder contract staat bij Kayserispor. Toledo was een verdediger. Hij beëindigde zijn actieve loopbaan in 2011 bij Club Atletico 3 de Febrero.

## Interlandcarrière
Toledo speelde zijn eerste interland op 5 maart 1999 tegen Jamaica. Hij maakt deel uit van de selectie voor het WK voetbal 2006. Toledo kwam tot een totaal van 35 interlands, waarin hij viermaal tot scoren kwam.